# Groupe Mirabaud
Pour les articles homonymes, voir Mirabaud.
Mirabaud est un groupe bancaire et financier international basé à Genève. Fondé en 1819, il s'est développé au fil du temps pour constituer le troisième groupe bancaire privé genevois,.
Dirigé par quatre associés gérants, Mirabaud propose des services financiers et des conseils à une clientèle internationale, privée et institutionnelle, dans les domaines de la gestion de fortune, la gestion d'actifs, et le courtage,.

## Histoire du groupe

### Familles Paccard et Mirabaud
Les origines du groupe remontent à 1819, quand David-Marc Paccard, fils de banquier, fonde à Genève, la maison Paccard, Ador & Cie. De son côté, le fils de Jacques Mirabaud, autre banquier genevois, Louis-Henri Mirabaud (1821-1893) fonde en 1859 la banque Mirabaud à Paris avec comme associé Adolphe d'Eichthal. Louis-Henri était établi à Paris depuis 1846 ; il épouse cette même année Denise-Adélaïde Paccard, fille de Barthélémy Paccard, frère de David-Marc, banquier à Paris depuis 1828 sous la raison sociale Barthélémy Paccard, Dufour et Cie, rue Richer. Le fils de Louis-Henri, Ivan Mirabaud, devient associé en 1875 de Paccard, Mirabaud et Cie, devenue ensuite Paccard, Mirabaud, Puerari et Cie. La banque Louis Eichthal et fils fusionne elle avec cette dernière en 1898. Entre 1881 et 1908, Paul Mirabaud joue un rôle considérable dans la finance internationale, siégeant aux conseils d'administration de nombreux groupes industriels comme Léon Isidore Molinos (1828-1914) la tête chercheuse du groupe.
Le 15 février 1921 est formée « Paccard, Mirabaud & Cie, banquiers à Genève », qui devient en 1929, Mirabaud Fils & Cie. La banque Mirabaud de Paris fusionnera en 1953 avec la Banque de l'Union parisienne.
Jusqu'en 1936, des membres de la famille Mirabaud vont être régent de la Banque de France.

### La branche suisse
Mirabaud est l’un des plus anciens établissements bancaires de Suisse. Entreprise familiale, Mirabaud est devenu un groupe de dimension internationale qui a activement participé à l’élaboration et à l’essor du système bancaire helvétique.
Aujourd’hui membre de la Bourse suisse, Mirabaud est à l’origine de la création à Genève, en 1857, de la première Bourse de valeurs du pays.
Dès 1973, Mirabaud devient le pionnier de la gestion alternative en Suisse, et lance avec succès le premier fonds spécialisé sur le marché américain en compagnie d’autres investisseurs européens. En 1985, Mirabaud initie son développement international en ouvrant son premier bureau à l’étranger, à Montréal. S’ensuit en 1990 le renforcement de sa présence historique à Londres.
Cette croissance du réseau international se poursuit avec l’ouverture en 1997 d’un premier bureau sur le continent asiatique, à Hong Kong. L’année suivante, le Groupe consolide son développement sur le marché suisse en ouvrant une succursale à Zurich, première place financière du pays.

### Années 2000-2020
En 2001, Mirabaud renforce sa ligne de métier destinée à la gestion institutionnelle, Mirabaud Asset Management, en accroissant ses équipes de Genève et de Londres notamment. La même année, le Groupe crée LPP Gestion SA qui regroupe ses compétences et son expertise dans le domaine des services de gestion du passif aux caisses de pension.
2003 et les années qui suivent permettent le déploiement et le renforcement de la présence du Groupe en Europe, en Suisse et au Moyen-Orient avec l’ouverture de la filiale de Paris, le rapprochement avec la Banque Jenni & Cie à Bâle en 2004 et la création d’une banque à Dubaï, en 2007,.
En 2010, Mirabaud entre dans le capital du groupe espagnol Venture Finanzas puis intègre cette société au sein du Groupe et poursuit son implantation stratégique en Espagne, à Madrid puis à Barcelone, Valence et à Séville dans ses trois lignes de métier : la gestion de fortune, la gestion d'actifs, ainsi que le courtage.
En 2011, Mirabaud regroupe au Luxembourg ses activités liées aux fonds de placement en y établissant une société de gestion sous le nom de Mirabaud Asset Management (Europe) SA. Une nouvelle banque (Mirabaud & Cie (Europe) SA) la suivra en janvier 2014, et un an plus tard le Groupe annonce avoir obtenu une licence bancaire en France et en Espagne.
En 2014, la structure juridique du groupe Mirabaud évolue: les différentes activités du Groupe sont chapeautées par Mirabaud SCA, société en commandite par actions de droit suisse,. Le groupe publie pour la première fois ses résultats financiers.
En septembre 2020, Mirabaud Asset Management intègre le capital du groupe Alain Ducasse spécialisé dans l'hôtellerie restauration.

## Fraude fiscale et blanchiment
En décembre 2016, le groupe Mirabaud est cité dans les Football Leaks au sujet de soupçons d’évasion fiscale du footballeur Cristiano Ronaldo. La banque s’est toutefois défendue d’avoir commis des illégalités.
En août 2024, le régulateur financier de Dubaï, la Dubai Financial Services Authority (DFSA), a infligé une amende de trois millions de dollars à Mirabaud (Middle East) Limited, la branche dubaïote du groupe bancaire genevois. L'affaire porte sur des soupçons de blanchiment impliquant les comptes du président d'un conglomérat russe, d'un PEP chypriote et d'un ancien footballeur,.
En septembre 2024, l'établissement genevois Mirabaud & Cie a été sanctionné par le régulateur financier suisse, la FINMA, pour avoir abrité la fortune non déclarée de l'Américain Robert Brockman. La banque a tout fait pour éviter que cette décision soit rendue publique, craignant des répercussions aux États-Unis, où ses activités sont particulièrement scrutées,,. En 2021, dans le cadre de l'affaire Brockman, les Etats-Unis avaient séquestré plusieurs millions chez Mirabaud. Et en 2022, un rapport du Sénat américain avait critiqué l'attitude de la banque genevoise dans cette affaire,.

## Activités
Le siège de Mirabaud est situé à Genève, en Suisse, mais le Groupe compte des bureaux à Genève, Bâle et Zurich, en Europe (Londres, Paris, Madrid, Barcelone, Valence, Luxembourg, Milan et Séville) et dans le reste du monde (Montréal et Dubaï),. Ses activités se regroupent autour de trois pôles principaux: gestion de fortune, gestion d'actifs, et courtage.

## Sponsoring
Depuis 2005, Mirabaud est le principal sponsor du Bol d'Or, la plus importante régate en eau douce d'Europe et qui se tient chaque année sur le Lac Léman,. Pour célébrer ses deux cents ans, la banque offre en 2019 l'entrée au Musée d'art moderne et contemporain de Genève.